# Coppa dei Balcani 1977 (club)
La Coppa dei Balcani per club 1977 è stata la quindicesima edizione della Coppa dei Balcani, la competizione per squadre di club della penisola balcanica e Turchia.
È stata vinta dai greci del Panathīnaïkos, al loro primo titolo.

## Squadre partecipanti
Tutte le nazioni partecipano con una sola rappresentante. Le 6 squadre partecipanti vengono divise in due gironi. Il torneo è iniziato senza conoscere ancora il detentore dell'edizione precedente, poiché la finale Dinamo Zagabria-Sportul Studențesc è stata disputata nel giugno 1977, ovvero quando quella qui riportata era in dirittura d'arrivo.
| Squadra       | Stagione 1976-77 |
| ------------- | ---------------- |
| Vllaznia      | 3º in Albania    |
| Slavia Sofia  | 4º in Bulgaria   |
| Panathīnaïkos | 1º in Grecia     |
| Budućnost     | 9º in Jugoslavia |
| Timișoara     | 6º in Romania    |
| Altay         | 3º in Turchia    |

## Torneo

### Girone A
| Squadra               | Pti | G | V | N | P | GF | GS | QR    |
| --------------------- | --- | - | - | - | - | -- | -- | ----- |
| Slavia Sofia          | 8   | 4 | 4 | 0 | 0 | 15 | 0  | —     |
| Politehnica Timișoara | 4   | 4 | 2 | 0 | 2 | 9  | 10 | 0.900 |
| Altay                 | 0   | 4 | 0 | 0 | 4 | 4  | 18 | 0.222 |

|           | Sla | Tim | Alt |
| --------- | --- | --- | --- |
| Slavia    |     | 5-0 | 6-0 |
| Timișoara | 0-1 |     | 5-2 |
| Altay     | 0-3 | 2-4 |     |

#### Risultati
| Sofia 10 novembre 1976 | Slavia Sofia | 5 – 0 | Politehnica Timișoara | Stadio Slavia |

| Sofia 6 aprile 1977                                                               | Slavia Sofia | 6 – 0 | Altay | Stadio Slavia |
| \| \| \| \| \| Alexandrov Grigorov Monchev Tsvetkov Zhelyazkov \| Marcatori \| \| |              |       |       |               |
|                                                                                   |              |       |       |               |
| Alexandrov Grigorov Monchev Tsvetkov Zhelyazkov                                   | Marcatori    |       |       |               |

| Timişoara 17 aprile 1977                                                                                     | Politehnica Timișoara | 5 – 2             | Altay | Stadio 1º maggio |
| \| \| \| \| \| Anghel 33’, 46’ Petrescu 45’, 90’ Dembrovschi 83’ (rig.) \| Marcatori \| 17’, 55’ Muzaffer \| |                       |                   |       |                  |
| |                       |                   |       |                  |
| Anghel 33’, 46’ Petrescu 45’, 90’ Dembrovschi 83’ (rig.)                                                     | Marcatori             | 17’, 55’ Muzaffer |       |                  |

| Smirne 18 maggio 1977                                                       | Altay     | 0 – 3                                     | Slavia Sofia | Stadio di Alsancak |
| \| \| \| \| \| \| Marcatori \| 37’ Aleksandrov 41’ Grigorov 70’ Tsvetkov \| |           |                                           |              |                    |
|                                                                             |           |                                           |              |                    |
|                                                                             | Marcatori | 37’ Aleksandrov 41’ Grigorov 70’ Tsvetkov |              |                    |

| Smirne 31 luglio 1977                                                                                    | Altay     | 2 – 4                                            | Politehnica Timișoara | Stadio di Alsancak |
| \| \| \| \| \| Togay 8’ Muzaffer 13’ \| Marcatori \| 7’ Anghel 14’ Dembrovschi 35’ Laţa 41’ Şerbănoiu \| |           |                                                  |                       |                    |
| |           |                                                  |                       |                    |
| Togay 8’ Muzaffer 13’                                                                                    | Marcatori | 7’ Anghel 14’ Dembrovschi 35’ Laţa 41’ Şerbănoiu |                       |                    |

| Timişoara 16 agosto 1977 | Politehnica Timișoara | 0 – 1 | Slavia Sofia | Stadio 1º maggio |

### Girone B
| Squadra       | Pti | G | V | N | P | GF | GS | QR    |
| ------------- | --- | - | - | - | - | -- | -- | ----- |
| Panathīnaïkos | 6   | 4 | 2 | 2 | 0 | 8  | 4  | 2.000 |
| Budućnost     | 4   | 4 | 1 | 2 | 1 | 6  | 5  | 1.200 |
| Vllaznia      | 2   | 4 | 0 | 2 | 2 | 2  | 7  | 0.286 |

|               | Pan | Bud | Vll |
| ------------- | --- | --- | --- |
| Panathīnaïkos |     | 2-2 | 3-0 |
| Budućnost     | 1-2 |     | 2-0 |
| Vllaznia      | 1-1 | 1-1 |     |

#### Risultati
| Scutari 17 aprile 1977                                 | Vllaznia  | 1 – 1       | Panathīnaïkos | Stadiumi Vojo Kushi |
| \| \| \| \| \| Basha 5’ \| Marcatori \| 24’ Vakalis \| |           |             |               |                     |
|                                                        |           |             |               |                     |
| Basha 5’                                               | Marcatori | 24’ Vakalis |               |                     |

| Scutari 27 aprile 1977                                        | Vllaznia  | 1 – 1           | Budućnost | Stadiumi Vojo Kushi |
| \| \| \| \| \| Paçrami 37’ \| Marcatori \| 22’ (aut.) Vaso \| |           |                 |           |                     |
|                                                               |           |                 |           |                     |
| Paçrami 37’                                                   | Marcatori | 22’ (aut.) Vaso |           |                     |

| Titograd 4 maggio 1977                              | Budućnost | 2 – 0 | Vllaznia | Stadion Pod Goricom |
| \| \| \| \| \| Miročević Radović \| Marcatori \| \| |           |       |          |                     |
|                                                     |           |       |          |                     |
| Miročević Radović                                   | Marcatori |       |          |                     |

| Atene 8 maggio 1977                                                                           | Panathīnaïkos | 2 – 2                       | Budućnost | Stadio Leoforos |
| \| \| \| \| \| Eleftherakis 39’ Antoniadis 87’ \| Marcatori \| 30’ Miročević 48’ Kovačević \| |               |                             |           |                 |
|                                                                                               |               |                             |           |                 |
| Eleftherakis 39’ Antoniadis 87’                                                               | Marcatori     | 30’ Miročević 48’ Kovačević |           |                 |

| Atene 26 maggio 1977                                                      | Panathīnaïkos | 3 – 0 | Vllaznia | Stadio Leoforos |
| \| \| \| \| \| Giannakoulas 77’, 90’ Papadimitriou 82’ \| Marcatori \| \| |               |       |          |                 |
|                                                                           |               |       |          |                 |
| Giannakoulas 77’, 90’ Papadimitriou 82’                                   | Marcatori     |       |          |                 |

| Titograd 17 agosto 1977                                                       | Budućnost | 1 – 2                         | Panathīnaïkos | Stadion Pod Goricom |
| \| \| \| \| \| Kovačević 16’ \| Marcatori \| 6’ Papadimitriou 66’ Đorđević \| |           |                               |               |                     |
|                                                                               |           |                               |               |                     |
| Kovačević 16’                                                                 | Marcatori | 6’ Papadimitriou 66’ Đorđević |               |                     |

### Finale
| Squadra 1    | Totale | Squadra 2     | Andata | Ritorno |
| ------------ | ------ | ------------- | ------ | ------- |
| Slavia Sofia | 1–2    | Panathīnaïkos | 0–0    | 1–2     |

| Sofia 14 dicembre 1977 Andata | Slavia Sofia | 0 – 0 | Panathīnaïkos | Stadio Slavia (2 500 spett.) |

| Arbitro: | Marijan Rauš (Jugoslavia) |

|                              |           |             |
| Eleftherakis 14’ Vakalis 63’ | Marcatori | 45’ Minchev |